# Meridià 45 a l'est
El meridià 45 a l'est de Greenwich és una línia de longitud que s'estén des del pol Nord travessant l'oceà Àrtic, Europa, Turquia, Àfrica, l'oceà Índic, l'oceà Antàrtic i l'Antàrtida fins al pol Sud.
El meridià 45 a l'est forma un cercle màxim amb el meridià 135 a l'oest. Com tots els altres meridians, la seva longitud correspon a una semicircumferència terrestre, uns 20.003,932 km. Al nivell de l'Equador, és a una distància del meridià de Greenwich de 4.898 km.

## De Pol a Pol
Començant en el pol Nord i dirigint-se cap al pol Sud, aquest meridià travessa:
| Coordenades                             | País, territori o mar | Notes                                                          |
| --------------------------------------- | --------------------- | -------------------------------------------------------------- |
| 90° 0′ N, 45° 0′ E / 90.000°N,45.000°E  | Oceà Àrtic            |                                                                |
| 80° 37′ N, 45° 0′ E / 80.617°N,45.000°E | Rússia                | Illa de Terra d'Alexandra                                      |
| 80° 35′ N, 45° 0′ E / 80.583°N,45.000°E | Mar de Barents        |                                                                |
| 68° 32′ N, 45° 0′ E / 68.533°N,45.000°E | Rússia                | Península de Kanin                                             |
| 67° 30′ N, 45° 0′ E / 67.500°N,45.000°E | Mar de Barents        | Badia de Txoixa                                                |
| 67° 18′ N, 45° 0′ E / 67.300°N,45.000°E | Rússia                | Passa a través de Penza                                        |
| 42° 43′ N, 45° 0′ E / 42.717°N,45.000°E | Geòrgia               |                                                                |
| 41° 18′ N, 45° 0′ E / 41.300°N,45.000°E | Armènia               |                                                                |
| 41° 3′ N, 45° 0′ E / 41.050°N,45.000°E  | Azerbaidjan           | Yukhari Askipara enclavament ocupat per Armènia                |
| 41° 0′ N, 45° 0′ E / 41.000°N,45.000°E  | Armènia               | Passa a través del llac Sevan                                  |
| 39° 44′ N, 45° 0′ E / 39.733°N,45.000°E | Azerbaidjan           | Nakhtxivan                                                     |
| 39° 25′ N, 45° 0′ E / 39.417°N,45.000°E | Iran                  |                                                                |
| 36° 45′ N, 45° 0′ E / 36.750°N,45.000°E | Iraq                  |                                                                |
| 29° 10′ N, 45° 0′ E / 29.167°N,45.000°E | Aràbia Saudita        |                                                                |
| 17° 24′ N, 45° 0′ E / 17.400°N,45.000°E | Iemen                 |                                                                |
| 12° 46′ N, 45° 0′ E / 12.767°N,45.000°E | Oceà Índic            | Golf d'Aden                                                    |
| 10° 27′ N, 45° 0′ E / 10.450°N,45.000°E | Somàlia               | Somaliland                                                     |
| 8° 40′ N, 45° 0′ E / 8.667°N,45.000°E   | Etiòpia               |                                                                |
| 4° 56′ N, 45° 0′ E / 4.933°N,45.000°E   | Somàlia               |                                                                |
| 1° 51′ N, 45° 0′ E / 1.850°N,45.000°E   | Oceà Índic            | Passa just a l'oest de Mayotte, una regió d'ultramar de França |
| 16° 8′ S, 45° 0′ E / 16.133°S,45.000°E  | Madagascar            |                                                                |
| 25° 30′ S, 45° 0′ E / 25.500°S,45.000°E | Oceà Índic            |                                                                |
| 60° 0′ S, 45° 0′ E / 60.000°S,45.000°E  | Oceà Antàrtic         |                                                                |
| 67° 46′ S, 45° 0′ E / 67.767°S,45.000°E | Antàrtida             | Territori Antàrtic Australià, reclamada per Austràlia          |